# Henglong (köpinghuvudort i Kina, Jiangxi Sheng, lat 27,39, long 114,55)
Henglong är en köpinghuvudort i Kina. Den ligger i provinsen Jiangxi, i den sydöstra delen av landet, omkring 190 kilometer sydväst om provinshuvudstaden Nanchang. Antalet invånare är 21 679. Befolkningen består av 10 408 kvinnor och 11 271 män. Barn under 15 år utgör 17,0 %, vuxna 15-64 år 74 %, och äldre över 65 år 8,0 %.
Runt Henglong är det ganska tätbefolkat, med 139 invånare per kvadratkilometer. Närmaste större samhälle är Liaotang, 13,5 km söder om Henglong. Trakten runt Henglong består till största delen av jordbruksmark.
Genomsnittlig årsnederbörd är 2 038 millimeter. Den regnigaste månaden är maj, med i genomsnitt 329 mm nederbörd, och den torraste är oktober, med 26 mm nederbörd.